# Poczmistrz generalny Stanów Zjednoczonych

Pieczęć Departamentu Poczty

Poczmistrz generalny Stanów Zjednoczonych (ang. United States Postmaster General) – szef urzędu pocztowego w Stanach Zjednoczonych. 
Stanowisko to w różnych formach jest starsze niż Konstytucja Stanów Zjednoczonych, a nawet niż Deklaracja Niepodległości. Do 1971 roku poczmistrz generalny był członkiem gabinetu Stanów Zjednoczonych, jednym z dwóch członków nienoszących tytułu sekretarza (drugim, a obecnie jedynym, jest Prokurator generalny Stanów Zjednoczonych).
Pierwszym poczmistrzem generalnym od 26 lipca 1775 roku z nominacji Kongresu Kontynentalnego był Benjamin Franklin, a pierwszym po wejściu w życie konstytucji był Samuel Osgood.